# Morocelí
Morocelí es un municipio del departamento de El Paraíso en la República de Honduras.

## Toponimia
Su nombre significa en matagalpa ‘río de los gorriones’.

## Límites
Morocelí está situado en el valle de Morocelí.
| Orientación | Límite                                                 |
| ----------- | ------------------------------------------------------ |
| Norte       | Municipio de Teupasenti, El Paraíso                    |
| Norte       | Municipio de San Juan de Flores, Francisco Morazán     |
| Sur         | Municipio de Yuscarán, El Paraíso                      |
| Sur         | Municipio de Potrerillos, El Paraíso                   |
| Este        | Municipio de Teupasenti, El Paraíso                    |
| Este        | Municipio de Potrerillos, El Paraíso                   |
| Oeste       | Municipio de San Antonio de Oriente, Francisco Morazán |
| Oeste       | Municipio de Valle de Ángeles, Francisco Morazán       |
| Oeste       | Municipio de Villa de San Francisco, Francisco Morazán |

## Historia
En 1791, en el recuento de población de 1791, formando el Curato de Cantarranas, aparece el valle de Morocelí, donde está situado el actual municipio de Morocelí.
En 1889, en la división política territorial formaba parte del distrito de Yuscarán.

## Clima
Moroceli tiene un clima semiárido cálido (Köppen, BSh) aunque atenuado por la altitud.
| Parámetros climáticos promedio de Moroceli, Honduras (1990-2021) | Parámetros climáticos promedio de Moroceli, Honduras (1990-2021) | Parámetros climáticos promedio de Moroceli, Honduras (1990-2021) | Parámetros climáticos promedio de Moroceli, Honduras (1990-2021) | Parámetros climáticos promedio de Moroceli, Honduras (1990-2021) | Parámetros climáticos promedio de Moroceli, Honduras (1990-2021) | Parámetros climáticos promedio de Moroceli, Honduras (1990-2021) | Parámetros climáticos promedio de Moroceli, Honduras (1990-2021) | Parámetros climáticos promedio de Moroceli, Honduras (1990-2021) | Parámetros climáticos promedio de Moroceli, Honduras (1990-2021) | Parámetros climáticos promedio de Moroceli, Honduras (1990-2021) | Parámetros climáticos promedio de Moroceli, Honduras (1990-2021) | Parámetros climáticos promedio de Moroceli, Honduras (1990-2021) | Parámetros climáticos promedio de Moroceli, Honduras (1990-2021) |
| Mes                                                              | Ene.                                                             | Feb.                                                             | Mar.                                                             | Abr.                                                             | May.                                                             | Jun.                                                             | Jul.                                                             | Ago.                                                             | Sep.                                                             | Oct.                                                             | Nov.                                                             | Dic.                                                             | Anual                                                            |
| ---------------------------------------------------------------- | ---------------------------------------------------------------- | ---------------------------------------------------------------- | ---------------------------------------------------------------- | ---------------------------------------------------------------- | ---------------------------------------------------------------- | ---------------------------------------------------------------- | ---------------------------------------------------------------- | ---------------------------------------------------------------- | ---------------------------------------------------------------- | ---------------------------------------------------------------- | ---------------------------------------------------------------- | ---------------------------------------------------------------- | ---------------------------------------------------------------- |
| Temp. máx. media (°C)                                            | 28                                                               | 29                                                               | 30                                                               | 33                                                               | 36                                                               | 34                                                               | 33                                                               | 32                                                               | 32                                                               | 31                                                               | 28                                                               | 27                                                               | 31.1                                                             |
| Temp. media (°C)                                                 | 22                                                               | 24                                                               | 25                                                               | 26                                                               | 25                                                               | 25                                                               | 25                                                               | 24                                                               | 24                                                               | 24                                                               | 24                                                               | 23                                                               | 24.3                                                             |
| Temp. mín. media (°C)                                            | 16                                                               | 17                                                               | 18                                                               | 21                                                               | 22                                                               | 22                                                               | 22                                                               | 21                                                               | 19                                                               | 17                                                               | 17                                                               | 16                                                               | 19                                                               |
| Precipitación total (mm)                                         | 57                                                               | 49                                                               | 27                                                               | 18                                                               | 18                                                               | 15                                                               | 25                                                               | 30                                                               | 107.1                                                            | 102.0                                                            | 80.1                                                             | 60.3                                                             | 588.5                                                            |
| Horas de sol                                                     | 203.1                                                            | 180.5                                                            | 209.8                                                            | 218.4                                                            | 220.1                                                            | 217.3                                                            | 240.0                                                            | 223.6                                                            | 171.6                                                            | 221.0                                                            | 219.8                                                            | 201.4                                                            | 2526.6                                                           |
| Fuente: World Meteorological Organization,                       |                                                                  |                                                                  |                                                                  |                                                                  |                                                                  |                                                                  |                                                                  |                                                                  |                                                                  |                                                                  |                                                                  |                                                                  |                                                                  |

## División Política
Aldeas: 16 (2013)
Caseríos: 142 (2013)
| Código | Aldea                                |
| ------ | ------------------------------------ |
| 070801 | Morocelí (la cabecera del municipio) |
| 070802 | Buena Vista                          |
| 070803 | El Chile o Quebrada Grande           |
| 070804 | El Chilito                           |
| 070805 | El Llano                             |
| 070806 | El Plan                              |
| 070807 | El Retiro                            |
| 070808 | El Suyate                            |
| 070809 | Guadalajara                          |
| 070810 | Hoya Grande                          |
| 070811 | Las Champas                          |
| 070812 | Los Limones                          |
| 070813 | Los Liquidámbos                      |
| 070814 | Los Pozos                            |
| 070815 | Mata de Plátano                      |
| 070816 | Valle Arriba                         |